# Homec, Rečica ob Savinji
Homec je naselje v Občini Rečica ob Savinji. Leži na rahli vzpetini na desnem bregu reke Savinje. Nastalo je leta 1994 z razdelitvijo naselja Homec-Brdo na ločeni naselji Homec in Brdo. Leta 2015 je imelo 116 prebivalcev.

## Dvorec Lešje
Homec je poznan po lepo ohranjenem dvorcu Lešje (hišna številka Homec 13). Dvorec Lešje (nemško Haslach) se v listinah prvič omenja leta 1364, ko ga je tedanji lastnik in verjetno tudi graditelj Weriant von Hansel, vitez Altenburški iz Vrbovca prodal Celjskim grofom. Po letu 1461 je prešel v last Ljubljanske škofije, v začetku 17. stoletja ga je kupil Julij Milošič, za njim baron Žiga Wagen, leta 1612 ga je kupil Boltežar Tavčer, župnik v Laškem in leta 1754 Franc Marijašič (tedaj je bil dvorec združen z gospoščino Brdce pri Mozirju).
Danes je dvorec lepo obnovljen in je v lasti družine Vršnak, hišno ime »V Lešju«.